# Port Renfrew
Port Renfrew ist eine kanadische Ansiedlung (unincorporated place) an der Westküste von Vancouver Island in der Provinz British Columbia. Sie liegt an der Juan-de-Fuca-Straße, etwa zwei Stunden Fahrzeit nordwestlich der Provinzhauptstadt Victoria am Ende des Highway 14. Seit dem Zensus 2006 haben 33,2 % der Einwohner die Ansiedlung verlassen, so dass beim Zensus 2011 nur noch 139 Einwohner in der Gemeinde lebten.

## Geschichte
Ursprünglich hieß die Gemeinde Port San Juan (benannt nach den westlicher gelegenen US-amerikanischen Inseln San Juan Islands), wurde jedoch im Jahr 1895 zu Ehren des damaligen britischen Kronprinzen Albert, Prince of Wales, Baron of Renfrew, in Port Renfrew umbenannt.

## Tourismus
Die Gemeinde liegt am südlichen Ende des Wanderwegs West Coast Trail (zu deutsch: Westküstenpfad), der im Jahr 1907 erbaut wurde, um schiffbrüchige Seefahrer zu bergen. Die Gemeinde ist heute Ausgangs- oder Endpunkt für Wanderungen auf diesem Trail. In der Nähe beginnt bzw. endet auch der Juan de Fuca Marine Trail. Außerdem ist die Gemeinde Ausgangspunkt um zum „Botanical Beach“ im Juan de Fuca Provincial Park zu gelangen.
Die Gemeinde bietet gute Bedingungen für den Kanusport.